# Zeitschrift für Miet- und Raumrecht
Die Zeitschrift für Miet- und Raumrecht, kurz ZMR, ist eine der führenden deutschen juristischen Fachzeitschriften im Bereich des Mietrechts und des Wohnungseigentumsrechts. Sie trägt den Untertitel: Miete, Pacht, Leasing, Wohnungseigentum, Wohngeld, Erschließungsbeitragsrecht.
In ihr werden Gerichtsentscheidungen, teilweise mit Anmerkungen, und Aufsätze veröffentlicht. Die Zeitschrift richtet sich an Haus- und Grundbesitzervereine und Mietervereine sowie an Rechtsanwälte, Wohnungsunternehmen, Gerichte und Behörden.
Die Zeitschrift erscheint monatlich, zuerst im Jahre 1952. Sie wird vom Düsseldorfer Werner-Verlag in der Verlagsgruppe Wolters Kluwer Deutschland verlegt.
Herausgeber sind Joachim Rau und Olaf Riecke. Daneben gibt es einen über zwanzig Mitglieder umfassenden Redaktionsbeirat, dem u. a. Wolf-Dietrich Deckert, Hans-Joachim Driehaus, Siegbert Lammel, Klaus Lützenkirchen, Michael J. Schmidt und Friedemann Sternel angehören.
Die ZMR erscheint mit einer gedruckten Auflage von 2.800 Exemplaren.